# Schedophilus velaini
Schedophilus velaini is een straalvinnige vissensoort uit de familie van Centrolophidae. De wetenschappelijke naam van de soort is voor het eerst geldig gepubliceerd in 1879 door Sauvage.